# Pirates of the Caribbean: At World's End
Pirates of the Caribbean: At World's End (bra: Piratas do Caribe - No Fim do Mundo; prt: Piratas das Caraíbas nos Confins do Mundo) é um filme estadunidense de fantasia Swashbuckler de 2007, o terceiro da série Pirates of the Caribbean, dirigido por Gore Verbinski, escrito por Ted Elliott e Terry Rossio e produzido por Jerry Bruckheimer. O filme foi filmado em dois períodos, em 2005 e em 2006, em conjunto com o filme anterior, Pirates of the Caribbean: Dead Man's Chest. O enredo segue Will Turner, Elizabeth Swann, o Capitão Barbossa e a tripulação do Pérola Negra resgatando o Capitão Jack Sparrow do Baú de Davy Jones, e então se preparando para lutar contra a Companhia das Índias Orientais, liderada por Cutler Beckett e Davy Jones, que desejam extinguir a pirataria.
At World's End foi lançado nos países de língua inglesa no dia 25 de maio de 2007, um dia antes do que havia sido originalmente estabelecido pela Walt Disney Pictures. As críticas foram mistas, porém o filme foi um enorme sucesso de bilheteria, se tornando o filme de maior sucesso do ano de 2007, arrecadando mais de US$ 960 milhões mundialmente, se tornando o terceiro filme de maior sucesso da série, atrás de Dead Man's Chest e On Stranger Tides.
Foi indicado aos Oscars de Melhor Maquiagem e Melhores Efeitos Visuais. É o quinto filme mais caro já produzido, com um orçamento de US$ 300 milhões. Atualmente é a 53ª maior bilheteria da história do cinema.

## Sinopse
O lorde e o almirante comanda o navio-fantasma, que tem a missão de buscar os piratas pelos sete mares a fim de matá-los sem piedade. Com a intenção de deter o lorde, um ferreiro, a filha do governador e o capitão precisam juntar os nove lordes, mas um deles, o outro capitão, não está presente. O trio vai a Singapura para conseguir o mapa que vai ao fim do mundo, o que permitirá o resgate desse lorde faltante. No entanto, a fim de conseguir o mapa, precisam enfrentar um capitão pirata chinês.

## Elenco
- Johnny Depp como Capitão Jack Sparrow, ele e o Pérola Negra foram arrastados até o Baú de Davy Jones pelo Kraken, ficando preso lá até ser resgatado por sua tripulação.
- Keith Richards como Capitão Teague, o Guardião do Código Pirata e pai de Jack Sparrow. Richards, que parcialmente inspirou a interpretação de Depp como Sparrow,[5] deveria aparecer em Dead Man's Chest, porém não havia como encaixá-lo na história,[6][7] estando ainda ocupado com um tour dos Rolling Stones.
- Orlando Bloom como Will Turner, um ferreiro que virou pirata, filho de "Bootstrap" Bill Turner e noivo de Elizabeth Swann.
- Keira Knightley como Elizabeth Swann, a filha do Governador Swann e a noiva de Will. Tendo enganado Jack Sparrow para ele ser engolido pelo Kraken, salvando a si mesma e a tripulação do Black Pearl, ela vai atrás dele para resgatá-lo.
- Geoffrey Rush como Capitão Hector Barbossa, antigo primeiro oficial do Pérola Negra antes de liderar um motim contra Jack. Barbossa foi ressuscitado por Tia Dalma para liderar o resgate de Jack Sparrow. Ele também era necessário devido sua "Peça de Oito" para libertar Calypso. Rush disse que no filme, Barbossa se torna um astuto político.[8] Depp disse que ele ficou feliz por ter mais tempo com Rush na tela do que no primeiro filme: "Nós somos como duas senhoras de idade lutando sobre agulhas de tricô".[9]
- Bill Nighy como Davy Jones, o soberano dos oceanos e o capitão do Holandês Voador. Com seu coração sendo capturado por James Norrington, ele agora está escravizado por Cutler Beckett que o ordenou a matar o Kraken e servir a Companhia das Índias Orientais.
- Tom Hollander como Lorde Cutler Beckett, o presidente da Companhia das Índias Orientais que agora possui o coração de Davy Jones. Com o coração, Beckett planeja controlar os mares para o bem do comércio, acabando assim com a pirataria.
- Jack Davenport como Almirante James Norrington, promovido a almirante, Norrington se alia a Beckett e a Companhia, apesar de ainda se importar com Elizabeth, sua antiga noiva.
- Chow Yun-Fat como Capitão Sao Feng, o Lorde Pirata do Mar da China Meridional. Feng comanda o Empress e tem alguma história com Sparrow, sendo relutante e dar sua ajuda para resgatá-lo do Baú de Davy Jones.  "Sao Feng" (嘯風) em chinês significa "Vento Gritante".
- Naomie Harris como Tia Dalma/Calypso, um sacerdotisa vodu que viaja com a tripulação do Pérola Negra para salvar Jack, tendo também ressuscitado Barbossa. Ela possui uma misteriosa conexão com Davy Jones no passado. Na verdade a sua verdadeira forma é Calypso é a bela e poderosa deusa do Mar.
- Stellan Skarsgård como "Bootstrap" Bill Turner, o pai de Will, preso a servir uma eternidade no Holandês Voador. Enquanto ele começa a perder sua humanidade no mar, ele se torna mentalmente confuso, mal reconhecendo seu próprio filho.
- Kevin McNally como Joshamee Gibbs, o leal amigo de Jack Sparrow, e o primeiro oficial do Pérola Negra.
- Jonathan Pryce como Governador Weatherby Swann, o governador de Port Royal e o pai de Elizabeth, que está preso a serviço de Beckett e morto pelo mesmo.
- Lee Arenberg e Mackenzie Crook como Pintel e Ragetti, uma dupla arteira e excêntrica que faz parte da tripulação de Jack.
- David Bailie como Cotton, o leal tripulante mudo de Jack que se junta a sua procura.
- Martin Klebba como Marty, o anão membro da tripulação de Jack que também vai a seu resgate.

## Bilheteria
O filme estreou no dia 25 de maio de 2007, arrecadando US$ 114,7 milhões na sua abertura doméstica, a 3° maior do ano atrás de Homem-Aranha 3 (US$ 151,1 milhões) e Shrek Terceiro (US$ 121,6 milhões). No total na América do Norte o filme arrecadou USS 309.420.425 milhões, a quarta maior do ano atrás de Homem-Aranha 3, Shrek Terceiro e Transformers, ficando atrás de Dead Man's Chest que arrecadou US$ 423,3 milhões no ano anterior. Internacionalmente, At World's End arrecadou US$ 651.576.067 milhões, somando US$ 960.996.492 milhões mundialmente sendo a maior bilheteria do ano de 2007 e a terceira maior da série atrás de Dead Man's Chest e On Stranger Tides